# Khun Lo
Khun Lo (fl. VIII secolo) è stato un sovrano laotiano.
È il semi-leggendario fondatore del Regno di Mueang Sua e della stessa capitale del regno, Rajadharani Sri Sudhana  volgarmente detta Mueang Sua, l'odierna Luang Prabang, in Laos. Secondo la tradizione, Khun Lo è il padre della nazione e capostipite della dinastia regnante laotiana.

## Leggenda
Tale tradizione nasce dalla leggenda di Khun Borom (Nithan Khun Borom), padre di Khun Lo, che era stato inviato sulla terra per civilizzare l'umanità dal padre, la divinità Re degli Spiriti Celesti Phya Theng. Giunto a Muong Theng (città degli Spiriti Celesti), l'odierna Dien Bien Phu nel Vietnam nord-occidentale, Khun Borom assolse il suo compito e divenne il sovrano di un grande territorio. Prima di morire radunò i suoi sette figli, assegnò ad ognuno una principessa in moglie, una corte esperta negli affari di Stato, una parte dei territori e della popolazione, impartì loro nozioni sull'arte di governo e fece loro stringere un patto di collaborazione e non aggressione reciproca.

## Regno di Mueang Sua
Nacquero così i principali popoli tai, tra cui i principali furono quello siamese, gli odierni thai, quello birmano degli shan, quello dell'odierna Thailandia del Nord, i tai yuan, e quello dei laotiani. A Khun Lo fu assegnato il territorio nel medio corso del Mekong di Mueang Sua, l'odierna Luang Prabang, che divenne la culla del popolo lao. Quando arrivò per prendere possesso della terra che gli era stata assegnata, dovette scacciare la genti che vi si erano insediate. Queste facevano parte delle etnie khmuiche, che furono probabilmente le prime ad insediarsi nel sudest asiatico. Dopo essere stati sottomessi, furono obbligati a trasferirsi nelle zone intermedie tra le fertili pianure del Mekong e le montagne (motivo per cui vengono tuttora chiamati lao theung (in lao: ລາວເທິງ, lett. lao intermedi), o a svolgere il ruolo di servitori per il quale furono chiamati khaa (in lingua lao: ຂ້າ, lett.: schiavi).
In questo modo i laotiani si assicurarono il controllo del fiume e delle pianure, il cui terreno è ideale per la coltivazione del riso. Padroni delle terre basse, si differenziarono dai lao theung prendendo il nome di lao loum (ລາວລຸ່ມ, lett.:lao bassi). In seguito, a titolo di risarcimento, sarebbe stata introdotta una cerimonia a Luang Prabang, con cui il sovrano effettuava pagamenti simbolici per la terra ai rappresentanti delle tribù lao theung, che in cambio riconoscevano l'autoritá reale.

## Discendenti della dinastia
Il Regno di Mueang Sua estese la sua influenza su diversi principati laotiani (ເມືອງ, traslitterato: mueang) ma sarebbe diventato tributario prima del Regno di Nanzhao, situato nell'odierno Yunnan, e poi dell'Impero Khmer. A Khun Lo sarebbero succeduti 22 sovrani, fino a quando nel 1316 il Re Suvanna Kamphong, approfittando della crisi dei khmer, si affrancò dall'impero fondando una nuova linea della dinastia. Il nipote di Suvanna Kamphong, Fa Ngum, nel 1354 avrebbe fondato il Regno di Lan Xang, il primo grande Stato laotiano, che vedeva per la prima volta unificate tutte le municipalità della nazione.
Secondo la tradizione del Laos, a parte alcuni usurpatori tutti i sovrani che regnarono a Luang Prabang ed in seguito a Vientiane fanno parte della dinastia di Khun Lo, il cui ultimo discendente è il principe Soulivong Savang, in esilio a Parigi dal 1981.